# Chlorochaeta pictipennis
Chlorochaeta pictipennis är en fjärilsart som beskrevs av Butler 1880. Chlorochaeta pictipennis ingår i släktet Chlorochaeta och familjen mätare. Inga underarter finns listade i Catalogue of Life.